# Yanina Wickmayer
Yanina Wickmayer (født 20. oktober 1989) er en belgisk tennisspiller. Hendes største resultat kom i 2009 hvor hun nåede til semifinalen i US Open 2009. Her tabte hun i 2 sæt til danske Caroline Wozniacki.